# Oulénou
Der Oulénou ist ein 124 m hoher Hügel auf der Insel Erromango im Staat Vanuatu.

## Vulkanische Aktivität
Der Hügel liegt zusammen mit den Hügeln Wahous (293 m), Nagat (566 m), Ouborré (103 m), Rantop (268 m) und Ourap (118 m) auf der Halbinsel Uvworé.